# Флэр, Рик
Ри́чард Мо́рган Фли́ер (англ. Richard Morgan Fliehr; род. 25 февраля 1949, Мемфис, Теннесси), более известный как Рик Флэр (англ. Ric Flair) — американский рестлер, в настоящее время выступающий в All Elite Wresting. По мнению многих коллег и журналистов, Флэр считается величайшим рестлером всех времён, его карьера длилась почти 50 лет.
Он известен своими выступлениями в Jim Crockett Promotions (JCP), World Championship Wrestling (WCW), World Wrestling Federation (WWF, позже WWE) и Total Nonstop Action Wrestling (TNA). Большая часть его карьеры прошла в JCP и WCW, где он завоевал множество титулов. С середины 1970-х годов он использовал прозвище «Дитя природы» (англ. The Nature Boy). На протяжении всей своей карьеры Флэр был одним из главных героев PPV-шоу, десять раз возглавлял главный ежегодное шоу NWA/WCW — Starrcade, а в 1992 году, после победы в «Королевской битве», закрывал главное шоу WWF — WrestleMania VIII. PWI присуждал ему награду «Рестлер года» рекордные шесть раз, а Wrestling Observer Newsletter называл его «Рестлером года» (награда, названная в честь него и Лу Тесза) рекордные восемь раз. Первый двукратный член Зала славы WWE, впервые включённый в него в 2008 году за свою индивидуальную карьеру и вновь в 2012 году как член группировки «Четыре всадника», он также является членом Зала славы NWA и Зала славы рестлинга.
Флэр официально признан WWE как 16-кратный чемпион мира (8-кратный чемпион мира в тяжёлом весе NWA, 6-кратный чемпион мира в тяжёлом весе WCW и двукратный чемпион WWF), хотя количество его чемпионских титулов в разных источниках варьируется от 16 до 25. Он утверждал, что является 21-кратным чемпионом. Он был первым обладателем титула чемпиона мира в тяжёлом весе WCW и титула международного чемпиона мира в тяжёлом весе WCW. Став первым в истории чемпионом мира WCW в тяжёлом весе, он стал первым человеком, которому удалось завоевать Тройную корону в WCW, уже владея титулом чемпиона Соединённых Штатов в тяжёлом весе и командным чемпионом мира. Затем он завершил Тройную корону WWE, выиграв интерконтинентальное чемпионство, после того как уже владел титул чемпиона WWF и титулом командного чемпиона мира.

## Ранняя жизнь
Флиер родился 25 февраля 1949 года в Мемфисе, Теннесси. Его имя при рождении, по общему мнению, Фред Филлипс, хотя в различных документах он также значится как Фред Демари или Стюарт, а его биологическими родителями были Лютер и Олив Филлипс (последняя из которых также значилась под фамилиями Демари и Стюарт). Его усыновили Кэтлин Кинсмиллер Флиер (1918—2003) и Ричард Рид Флиер (1918—2000). Флиеры решили усыновить ребёнка из-за того, что Кэтлин не могла забеременеть после рождения дочери, которая вскоре умерла. На момент его усыновления (организованного Обществом детских домов штата Теннесси) его приёмный отец заканчивал ординатуру по акушерству и гинекологии в Детройте, Мичиган. Его приёмная мать работала в газете Star Tribune. Вскоре после этого семья поселилась в Эдине, Миннесота, где юный Флиер прожил всё своё детство. После девятого класса он четыре года учился в академии Wayland в Бивер-Даме, Висконсин, где участвовал в межшкольных соревнованиях по борьбе, футболу и лёгкой атлетике. После окончания школы Флиер недолго учился в Университете Миннесоты.

## Карьера в рестлинге

### American Wrestling Association (1972—1974)
Будучи успешным борцом в подростковом возрасте, Флэр тренировался как рестлер у Верна Ганье. Зимой 1971 года он посетил первый рестлинг-лагерь Верна Ганье вместе с Грегом Ганье, «Прыгающим» Джимом Брунзеллом, Железным шейхом и Кеном Патера в сарае Ганье под Миннеаполисом. 10 декабря 1972 года он дебютировал в Райс Лейк, Висконсин, сразившись с Джорджем «Железным ломом» Гадаски в 10-минутном матче, завершившемся вничью, приняв при этом имя Рик Флэр. Во время своего пребывания в American Wrestling Association (AWA) Флэр дрался с Дасти Роудсом, Крисом Тейлором, Андре Гигантом, Ларри Хеннигом и Ваху Макдэниэлом.

### Jim Crockett Promotions / World Championship Wrestling (1974—1991)

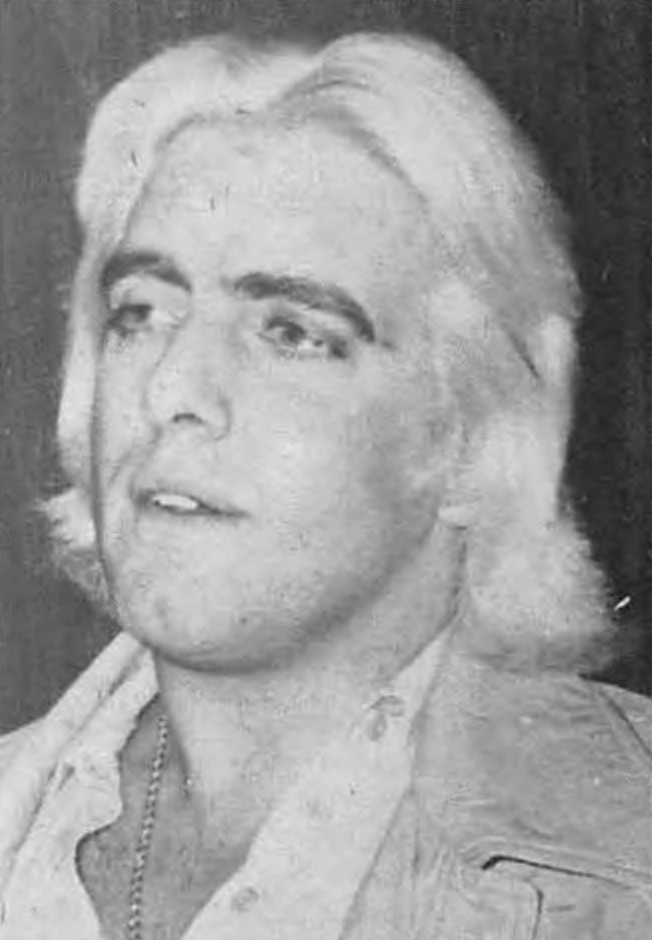
Флэр в 1979 году

В 1974 году Флэр присоединился к Mid-Atlantic Джима Крокетта в составе National Wrestling Alliance. 4 октября 1975 года карьера Флэра чуть не закончилась, когда он попал в серьёзную авиакатастрофу в Уилмингтоне, Северная Каролина, которая унесла жизнь пилота и парализовала Джонни Валентайна (также на борту были Мистер Рестлинг, Боб Брюггерс и промоутер Дэвид Крокетт). Флэр сломал позвоночник в трёх местах и в 26 лет получил от врачей слова о том, что больше никогда не сможет заниматься рестлингом. Однако, Флэр провёл физиотерапевтический курс, и всего три месяца спустя вернулся на ринг, где возобновил вражду с Ваху Макданиэлем в январе 1976 года. Катастрофа заставила Флэра изменить стиль рестлинга, отказавшись от силового стиля, который он использовал раньше, переключившись на грэпплинг. В это время от начал использовать образ и прозвище «Дитя природы», которые будет использовать на протяжении всей карьеры.
29 июля 1977 года Флэр выиграл чемпионство Соединённых Штатов NWA в тяжёлом весе, одержав победу над Бобо Бразила. В течение следующих трёх лет он пять раз становился чемпионом США NWA в тяжёлом весе, враждуя с Рики Стимботом, Родди Пайпером, Мистером Рестлингом, Джимми Снукой и Грегом Валентайном. В 1978 году Флэр враждует с оригинальным «Дитя природы» — Бадди Роджерсом.

#### Чемпион мира в тяжёлом весе NWA (1981—1991)
17 сентября 1981 года Флэр выиграл у Дасти Роудса свой первый титул чемпиона мира в тяжёлом весе NWA. В последующие годы Флэр зарекомендовал себя в качестве лица промоушена, конкурирующего с World Wrestling Federation Винса Макмэна. В 1983 году Харли Рейс отнял титул Флэра, но Флэр вернул себе титул на Starrcade 1983 в матче в стальной клетке. Официально, Флэр выиграл этот титул ещё восемь раз.
В конце 1985 года команда в составе Арна Андерсона и Оле Андерсона начала помогать Флэру (которую они называли своим двоюродным братом) в нападениях на Дасти Роудса, Магнума Т. А. и Сэма Хьюстона. Вскоре после этого Флэр, Бланшар и Андерсоны создали свой альянс, назвав себя «Четырьмя всадниками», с которыми был менеджер Бланшара —Джей Джей Диллон.
К 1986 году промоутер Джим Крокетт объединил различные промоушны в составе NWA, которыми он владел, в единую организацию, работающую под брендом National Wrestling Alliance. Крокетт стремился расширить свою деятельность на национальный уровень и построить свой промоушн вокруг Флэра как чемпиона. Для Флэра был создан специальный чемпионский пояс. 25 сентября 1987 года Флэр проиграл титул чемпиона мира в тяжёлом весе NWA в Детройте Рону Гарвину. Гарвин владел титулом в течение двух месяцев, прежде чем уступил Флэру 26 ноября 1987 года на первом PPV WCW — Starrcade 1987.

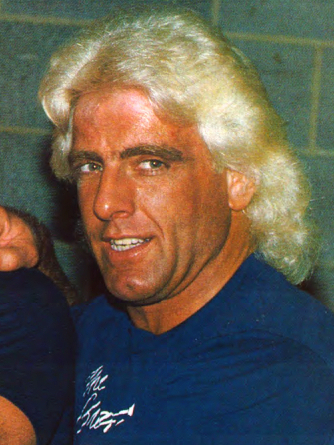
Флэр, ок. 1987 года

В начале 1988 года Стинг и Флэр провели 45-минутный матч вничью на первом в истории шоу Clash of the Champions. 20 февраля 1989 года в Чикаго Рики Стимбот удержал Флэра, выиграв титул чемпиона мира в тяжёлом весе NWA. Это вызвало серию рематчей, где Стимбот был представлен как семейный человек (в сопровождении жены и маленького сына), в то время как Флэр выступала против него как аморальный дамский угодник. 7 мая 1989 года Флэр вернул титул у Стимбота на WrestleWar в матче, который был признан «Матчем года 1989 года» по версии Pro Wrestling Illustrated. 23 июля 1989 года Флэр одержал победу над Терри Фанком на The Great American Bash, но они продолжали враждовать в течение всего лета, и в конце концов Флэр реформировал «Четырёх всадников», неожиданного добавив своего давнего соперника Стинга, для борьбы с J-Tex Corporation Фанка. Это привело к матчу «I Quit» на Clash of the Champions IX: New York Knockout, который выиграл Флэр. Затем Флэр выгнал Стинга из «Четырёх всадников», что привело к возрождению вражды с ним.
В 1991 году Стинг был признан первым чемпионом мира в тяжёлом весе WCW (англ. WCW World Heavyweight Champion), оставаясь чемпионом мира в тяжёлом весе NWA. 21 марта 1991 года Тацуми Фудзинами одержал победу над Флэром в матче в Токио на WCW/New Japan Supershow. В то время как NWA признал Фудзинами своим новым чемпионом, в WCW этого не произошло.19 мая 1991 года Флэр одержал победу над Фудзинами на SuperBrawl I, чтобы вернуть себе чемпионский титул NWA и сохранить за собой чемпионский титул WCW. Весной 1991 года у Флэра возник контрактный спор с президентом WCW Джимом Хёрдом, который хотел сократить его зарплату. По словам Флэра, Хёрд также предложил изменить его внешний вид и имя — побрить волосы, надеть бриллиантовую серьгу и взять имя Спартак. Флэр не согласился с этими предложениями и за две недели до шоу The Great American Bash Хёрд уволил его, сделав вакантным титул чемпиона мира WCW в тяжёлом весе.

### World Wrestling Federation (1991—1993)

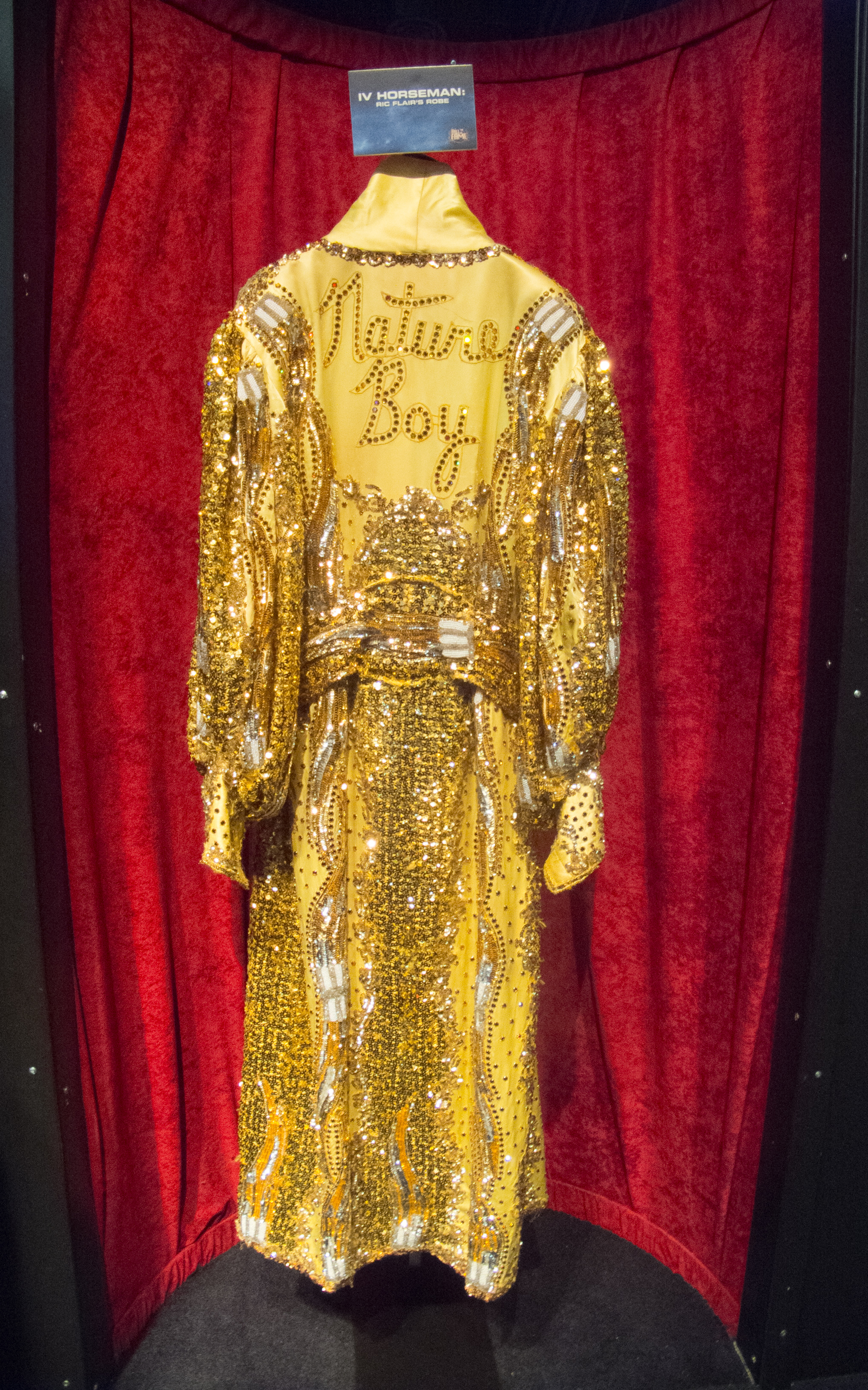
Один из фирменных халатов Флэра

Флэр подписала контракт с World Wrestling Federation (WWF) в августе 1991 года и начала выступать по телевидению с чемпионским поясом из WCW, назвав себя «Настоящим чемпионом мира». К нему присоединились «финансовый консультант» Бобби Хинан и «исполнительный консультант» Мистер Совершенство. Флэр неоднократно бросал вызовы борцам WWF, таким как Родди Пайпер и Халк Хоган, и помог Гробовщику выиграть титул чемпиона WWF на Survivor Series 1991. WCW подала в суд на Флэра в попытке вернуть чемпионский пояс, но Флэр утверждал, что он владеет титульным поясом вместо залога в 25 000 долларов, который вносят чемпионы NWA при выигрыше титула, который не был ему возвращён, когда он был уволен из WCW.
На Royal Rumble 1992 Флэр выиграл «Королевскую битву» и стал новым чемпионом WWF. Затем Рэнди Сэвидж бросил вызов Флэру в матче за титул на WrestleMania VIII. В сюжете Флэр насмехался над Сэвиджем, утверждая, что у него были отношения с женой Сэвиджа — Мисс Элизабет. Савидж победил Флэр за титул на WrestleMania. В июле 1992 года, когда Савидж готовился защищать титул против Последнего Воина на шоу SummerSlam, Флэр и Мистер Совершенство посеяли недоверие между ними, намекнув, что во время матча они поддержат того или иного из них. Фактически они атаковали и Сэвиджа и Воина, травмировав колено Сэвиджа — травма, которую Флэр использовал, чтобы вернуть себе титул в матче с Сэвиджа 1 сентября в Херши, Пенсильвания. 15 сентября 1992 года Флэр защищал чемпионат WWF против Гэнъитиро Тэнрю на шоу Wrestle Association R в Иокогаме, Япония, матч закончился вничью. Второе чемпионство Флэра закончилось, когда он проиграл титул Брету Харту 12 октября 1992 года.
Флэр объединился с Бритвой Рамоном, чтобы сразиться с Сэвиджем и Мистером Совершенством в ноябре 1992 года. Флэр появилась в «Королевской битве» в январе 1993 года, затем проиграла матч «Проигравший покидает WWF» Мистеру Совершенство на следующий день на Monday Night Raw. У Флэра было устное соглашение с Винсом Макмэном с условием, что если он не будет использоваться в главных матчах и у него будет предложение перейти куда-нибудь ещё, то он будет освобождён от контракта. Он решил уйти из WWF, когда его перевели в матчи в середине шоу, а Билл Уоттс предложил вернуться в WCW. Затем Флэр выполнил свои оставшиеся обязательства по проведению матчей на домашних шоу, выступив в последний раз 10 февраля 1993 года, перед тем как вернуться в WCW.

### Возвращение в WCW (1993—2001)
Флэр триумфально вернулся в WCW в феврале 1993 года. Из-за пункта в контракте с WWF он какое-то время не мог выступать на ринге, поэтому устроил в WCW недолгое ток-шоу под названием A Flair for the Gold.
Как только он вернулся на ринг, то в десятый раз выиграл титул чемпиона мира в тяжёлом весе NWA, победив Барри Уиндэма на Beach Blast 1993, прежде чем WCW вышла из состава NWA в сентябре 1993 года. Во время Fall Brawl 1993 Флэр проиграл титул, который теперь назывался титулом международного чемпиона мира в тяжёлом весе WCW, Рику Руду. На Starrcade 1993 Флэр победил Вейдера, второй раз став чемпионом WCW в тяжёлом весе. Весной 1994 года Флэр возродил вражду с давним соперником Рики Стимботом, что привело к матчу на Spring Stampede 1994, где он потерял титул. Затем Флэр одержал победу над Стимботом в матче-реванше на WCW Saturday Night, вернув титул. Флэр сражался с Лордом Стивеном Ригалом в пятиматчевой серии по правилам Маркизы Куинсберри, которая выходила в эфире WCW Worldwide с 30 апреля по 28 мая. Флэр выиграл серию, с 2 победами, 1 поражением и 2 ничьей.
На Clash of the Champions XXVII победил Стинга, объединив титул чемпиона мира в тяжёлом весе WCW и титул международного чемпиона мира в тяжёлом весе WCW. После того, как Флэр стал единым и бесспорным чемпионом WCW, он враждовал с Халком Хоганом, который перешёл в WCW в июне 1994 года. Флэр проиграл Хогану титул чемпиона мира в тяжёлом весе WCW на Bash at the Beach 1994. Флэр продолжал враждовать с Хоганом и в конце концов проиграл Хогану в матче стальной клетке а Halloween Havoc 1994, где проигравший должен уйти на пенсию. После этого Флэр взял несколько месяцев отпуска, а затем вернулась в WCW в январе 1995 года для интервью на Clash of the Champions XXX. После нападения на Хогана на Superbrawl V Флэр также начала выступать в качестве менеджера Вейдера, который вёл вражду с Хоганом. Вскоре после этого он вернулся к рестлингу, это объяснялось тем, что Хоган и Сэвидж обратились к руководству WCW с просьбой разрешить Флэру вернуться. После возвращения Флэр быстро возродил свою вражду 1992 года с Сэвиджем, но на этот раз также привлёк к ней отца Сэвиджа — Анджело Поффо после того, как он взял того в захват «Четвёрка» на Slamboree 1995.
29 апреля 1995 года Флэр боролся с Антонио Иноки на глазах у 190 000 зрителей в Пхеньяне (Северная Корея) на стадионе им. Первого Мая, в совместном шоу между New Japan Pro Wrestling и World Championship Wrestling. Шоу транслировалось 4 августа 1995 года на платной основе (PPV) под названием Collision in Korea. Осенью 1995 года Флэр начал короткую вражду с Арном Андерсоном, которая завершилась командным матчем, в ходе которого Флэр предал Стинга. Это привело к созданию новых «Четырёх всадников» в составе Флэра, Арна Андерсона, Брайана Пиллмана и Крис Бенуа. С новыми «Всадниками» Флэр дважды выиграл титул чемпиона мира в тяжёлом весе, после чего началась сюжетная линия вторжения nWo в WCW.

#### Вражда с «Новым мировым порядком» (1996—1999)

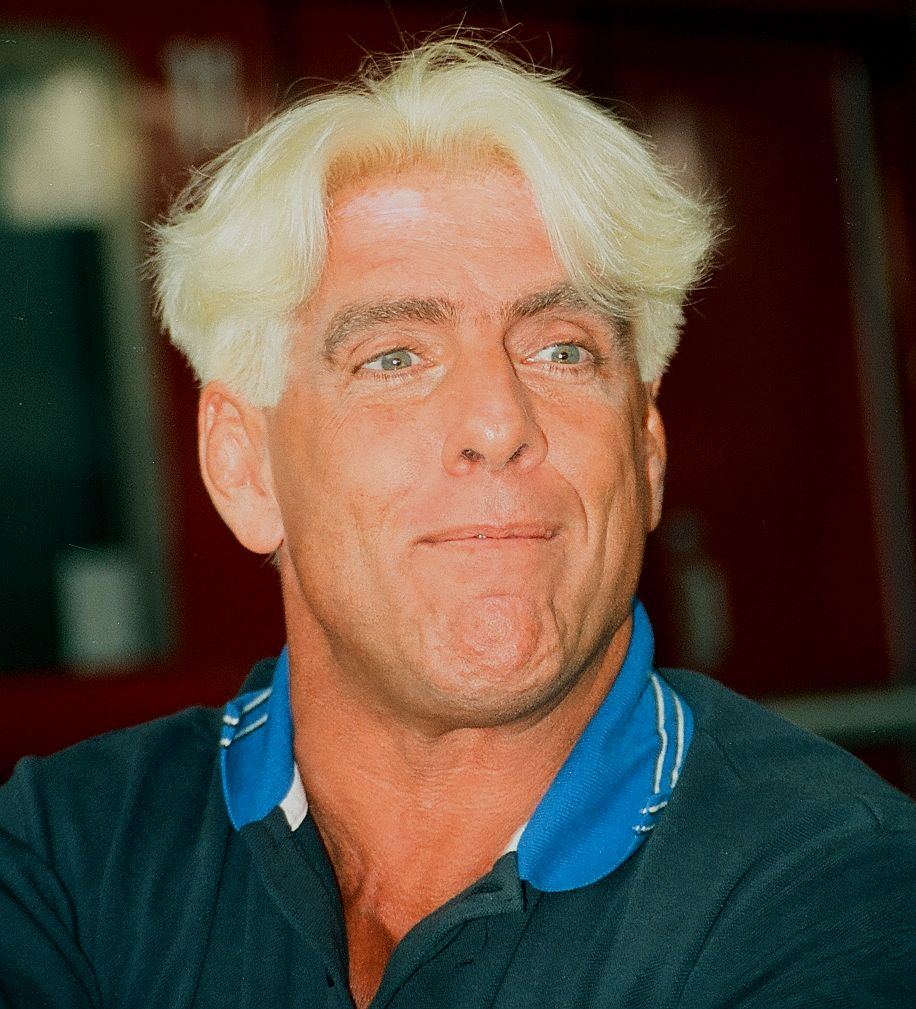
Рик Флэр в 1996 году

Как любимец зрителей, Флэр играл главную роль в сюжетной линии вторжения «Нового мирового порядка» (nWo) в конце 1996-го и на протяжении всего 1997 года. Он и другие «Всадники» часто брали на себя инициативу в войне со Скоттом Холлом, Кевином Нэшем и Халком Хоганом, которому Флэр сразу же бросил вызов за титул чемпиона мира WCW в тяжёлом весе на Clash of the Champions XXXIII, но выиграл только путём дисквалификации. В сентябре 1996 года Флэр и Андерсон вместе со своими ожесточёнными соперниками Стингом и Лексом Люгером уступили nWo (Хогану, Кевину Нэшу, Скотту Холлу и фальшивому Стингу) в матче WarGames на шоу Fall Brawl, когда Люгер сдался от «Смертельного захвата скорпиона» от фальшивого Стинга.
В октябре 1996 года произошли два события, которые повлияли на «Четырёх всадников». Джефф Джарретт перешёл в WCW из WWF и выразил желание присоединиться к «Всадникам», к радости Флэра, и огорчению других участников группировки. Флэр, наконец, позволил Джарретту присоединиться к ним в феврале 1997 года, но другие не хотели этого, и в июле 1997 года Джарретт был выгнан из группировки самим Флэром. Флэр также воевал с Родди Пайпером, Сикксом, и его старым заклятым врагом Куртом Хеннигом в 1997 году, после того, как Хеннигу предложили место в «Четырёх всадниках» только для того, чтобы напасть на Флэра и «Всадников» во время Fall Brawl, в которой Хенниг ударил дверью клетки о голову Флэра.
В апреле 1998 года Флэр пропал с телеэфира WCW из-за иска, поданного Эриком Бишоффом за неявку на эфир Thunder 16 апреля 1998 года. После того, как дело было урегулировано, Флэр неожиданно вернулся 14 сентября 1998 года, чтобы торжественно реформировать «Четырёх всадников» (вместе со Стивом Макмайклом, Дином Маленко и Крисом Бенуа). Флэр воевал с Бишоффом в течение нескольких месяцев после этого. Кульминацией стал матч на Starrcade между Бишоффом и Флэром в декабре 1998 года, который Бишофф выиграл после вмешательства Курта Хеннига, бывшего члена «Четырёх всадников». На следующий вечер в Балтиморе на Nitro Флэр вернулся и пригрозил покинуть WCW, требуя матча с Бишоффом за пост президента компании. Матч был проведён, и, несмотря на вмешательство nWo на стороне Бишоффа, Флэр выиграл и получил пост президента WCW. В результате на Superbrawl случился матч между Флэром и Голливудом Хоганом за чемпионство WCW, который Флэр проиграл после того, как его собственный сын Дэвид Флэр предал его.

#### Последние чемпионства мира (1999—2001)
Несмотря на предательство сына, Флэр подписал матч-реванш против Хогана на Uncensored, который был объявлен как матч до первой крови в клетке из колючей проволоки. На кону были пост президента Флэра и чемпионский титул Хогана. Несмотря на то, что Флэр был первый, кто пролил кровь, он выиграла матч удержанием, благодаря предвзятости судьи Чарльза Робинсона.
Как сюжетный президент WCW, Флэр начал злоупотреблять своей властью, как это делал Бишофф. Он даже наградил своего сына Дэвида титулом чемпиона США в тяжёлом весе (который был освобождён Скоттом Штайнером из-за травмы) и прибегая к любым средствам, необходимым для того, чтобы удержать его в качестве чемпиона США. В конце концов, Флэр сформировал группировку из последователей, в которую вошли Родди Пайпер, Арн Андерсон и Триада Джерси. Правление Флэра в качестве президента закончилось 19 июля на Nitro, когда он встретился на ринге и проиграл Стингу в матче за должность. Стинг отказался от должности и вернул её Эрику Бишоффу.
Флэр завоевал два своих последних титула чемпиона мира в тяжёлом весе в течение 2000 года, последнего полного года существования компании. Когда WCW был куплен Винсом Макмэном в марте 2001 года, Флэр был лидером злодейской группировки под названием «Великолепная семёрка». На финальном Nitro Флэр проиграл Стингу, воссоздавая второй матч в истории Nitro из 1995 года. Тем не менее, Флэр неоднократно заявлял в различных интервью, как он был счастлив, когда WCW наконец-то закрылся, хотя в то же время тот факт, что многие люди потеряют работу, огорчил его.

### Возвращение в WWF/WWE (2001—2009)

#### Совладелец WWF (2001—2002)

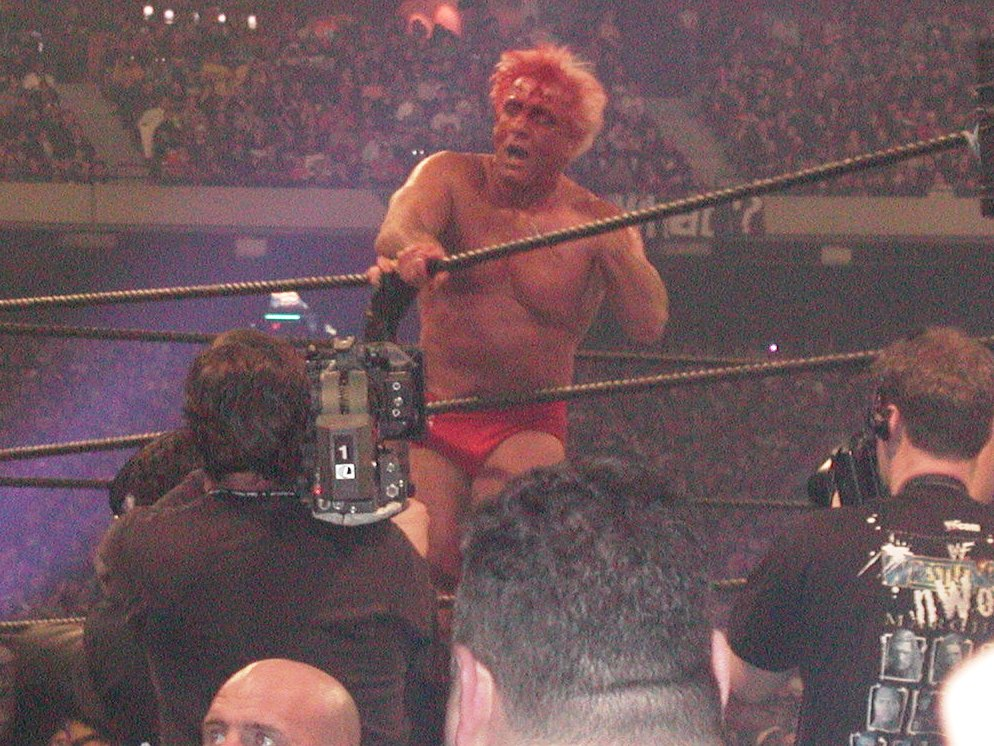
Флэр в крови на WrestleMania X8

После восьмимесячного перерыва в рестлинге Флэр вернулся в WWF 19 ноября 2001 года, на следующий день после того, как завершился сюжет со вторжением WCW и ECW в WWF. Новой ролью Флэра на экране была роль совладельца WWF, с объяснением того, что Шейн и Стефани Макмэн продали свои акции компании консорциуму (а фактически — Флэру). Вражда Флэр с Винсом Макмэном привела их к матчу на Royal Rumble 2002 года, где Флэр победила Макмэна в уличной драке. Флэр также боролся с Гробовщиком на WrestleMania X8 и проиграл. Сюжет совладельца достиг кульминации в начале 2002 года, когда Флэр стал контролировать Raw, а Макмэн — SmackDown!.
13 мая 2002 года на WWE Raw Флэр бросил вызов Халку Хогану в матче без дисквалификации за титул бесспорного чемпиона WWE, однако проиграл. Далее Флэр начал вражду со Стивом Остином. На Judgment Day 2002 Флэр объединился с Биг Шоу Флэр и проиграл Остину в матче два против одного. 3 июня 2002 года на WWE Raw вражда Флэра и Остина обострилась после того, как Остин победил в одиночном матче. После того, как Остин внезапно покинул WWE в июне, случился матч между Флэром и Макмэном за право владения WWE, который Флэр проиграл после вмешательства Брока Леснара.
На King of the Ring 2002 Флэр одержал победу над Эдди Герреро. Затем Флэр вступил в недолгое соперничество с Крисом Джерико, победив его на SummerSlam 2002. 2 сентября Флэр получил шанс на матч за тилул чемпиона мира в тяжёлом весе против Triple H, который проиграл. На Unforgiven 2002 Флэру не удалось выиграть титул интерконтинентального чемпиона WWE у Криса Джерико.

#### Эволюция (2002—2005)
В сентябре на Unforgiven 2002 Triple H защищал титул чемпиона мира в тяжёлом весе против Роба Ван Дама. Во время матча Флэр спустился к ринг и схватил кувалду Triple H, которой ударил Ван Дама, что позволило Triple Н одержать победу. Флэр стал менеджером Triple H. Вскоре после этого Батиста перешёл на бренд Raw, и Флэр также начал сопровождать его к рингу. Позже к ним присоединился Рэнди Ортон, сформировав группировку «Эволюция». Батиста объединился с Флэром, чтобы выиграть командное чемпионство мира у Братьев Дадли. На пике, в конце 2003 года, «Эволюция» контролировала все мужские титулы Raw.
«Эволюция» медленно начала распадаться в 2004 году, когда на первом Raw после SummerSlam 2004, где Ортон выиграл титул чемпиона мира в тяжёлом весе, он был изгнан из группировки. После победы в «Королевской битве» в 2005 году Батиста стал претендовать на чемпионский титул Triple H и покинул группировку. После Vengeance 2005 Triple H взял перерыв и Флэр стал положительным персонажем впервые с 2002 года, а затем выиграл титул интерконтинентального чемпиона WWE у Карлито на Unforgiven 2005. Triple H вернулся на Raw Homecoming 3 октября, где он должен был объединиться с Флэром в матче против Карлито и Криса Мастерса. После победы в этом матче Triple H предал Флэра и напал на него с кувалдой. Позже Флэр проиграл Triple H в матче Last Man Standing на Survivor Series 2005, который положил конец их вражде.

#### Последние сюжеты и первое окончание карьеры (2005—2008)
В конце 2005 года Флэр начал вражду с Эджем, кульминацией которой стал TLC-матч за звание чемпиона WWE на Raw в начале 2006 года, который Флэр проиграл. В эпизоде Raw от 20 февраля Флэр проиграл интерконтинентальный титул Шелтону Бенджамину, завершив таким образом своё чемпионство в 155 дней. В середине 2006 года Флэр взял отпуск, чтобы отдохнуть и жениться в третий раз; вернулся в июне, чтобы провести сюжет с Миком Фоли, в которой обыгрывалась их реальная вражда в прошлом. Флэр победил Фоли на Vengeance в матче «два удержания из трёх», а затем на SummerSlam в матче I Quit.
Впоследствии он был вовлечён в соперничество с Spirit Squad. 5 ноября 2006 года на Cyber Sunday он вместе с Родди Пайпером выиграл командное чемпионство мира у Spirit Squad. На эпизоде Raw от 13 ноября Флэр и Пайпер проиграли титул команде Rated-RKO, из-за проблемы с позвоночным диском у Пайпера. 26 ноября 2006 года на Survivor Series Флэр оказался единственным выжившим в матче, в котором участвовали он сам, Рон Симмонс (заменивший травмированного Пайпера), Дасти Роудс и Сержант Слотер против Spirit Squad.
На эпизоде Raw от 11 июня Флэр был призван на бренд SmackDown! в рамках драфта WWE 2007 года. Он недолго враждовал с Монтелом Вонтавиусом Портером, безуспешно бросив ему вызов за титул чемпиона Соединённых Штатов WWE на Vengeance: Night of Champions. Флэр вновь объединился с Батистой, чтобы враждовать с Великим Кали; однако этот союз был недолгим, так как Флэр получил сюжетную травму во время матча с Кали 3 августа.

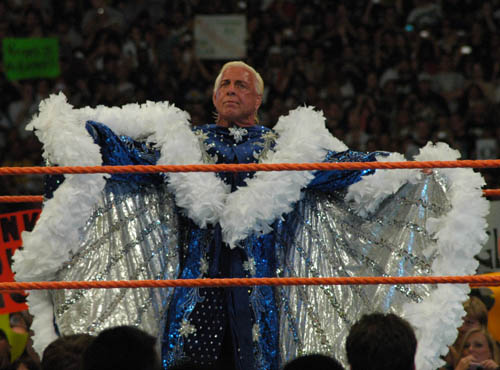
Флэр на WrestleMania XXIV

После трёхмесячного перерыва Флэр вернулся 26 ноября в эпизоде Raw и заявил: «Я никогда не уйду на пенсию». Винс Макмэн в ответ объявил, что следующий проигранный Флэром матч приведёт к концу его карьеры. Позже вечером Флэр победил Ортона после того, как того отвлёк Крис Джерико. На 15-й годовщине Raw стало известно, что ультиматум «победа или конец карьеры» действует только в одиночных матчах. Флэр выиграл несколько опасных для карьеры матчей против таких противников, как Трипл Эйч, Умага, Уильям Ригал, Мистер Кеннеди и Винс Макмэн. 29 марта 2008 года Флэр был введён в Зал славы WWE Триплом Эйч. Через день после этого Флэр выступил на WrestleMania XXIV в Орландо, Флорида, проиграв Шону Майклзу. Матч получил высокую оценку фанатов и критиков и был признан матчем года по версии Pro Wrestling Illustrated (PWI) в 2008 году. Борьба Флэра за продолжение своей карьеры принесла ему награду «Самый вдохновляющий рестлер года» по версии PWI в 2008 году.

#### Периодические появления (2008—2009)
В эпизоде Raw от 31 марта 2008 года Флэр произнёс свою прощальную речь. После этого Трипл Эйч вывел многих действующих и прошлых рестлеров, чтобы поблагодарить Флэра за все, что он сделал, включая Шона Майклза, некоторых из «Четырёх всадников», Харли Рейса и Криса Джерико, затем Гробовщик, а затем Винса Макмэн. Вместе с рестлерами фанаты аплодировали Флэру стоя.
Флэр впервые после ухода на пенсию появился на шоу Raw 16 июня 2008 года, чтобы поспорить с Крисом Джерико о его действиях во время соперничества с Шоном Майклзом. Он вызвал Джерико на бой на парковке, а не на официальный матч, но Джерико был остановлен Триплом Эйч.
9 февраля 2009 Флэр снова столкнулся с Джерико на Raw. Джерико нападал на членов Зала славы, и Флэр потребовал от него уважать их, после чего ударил Джерико. Через месяц Флэр появился, чтобы отвлечь его во время отборочного матча Money in the Bank. Затем Джерико бросил вызов Флэру, чтобы тот вернулся на ринг на WrestleMania XXV; вместо этого Флэр был менеджером Родди Пайпера, Джимми Снуки и Рики Стимбота, который они проиграли. 17 мая Флэр вернулся во время шоу Judgment Day, придя на помощь Батисте, на которого напали «Наследие» (Рэнди Ортон, Коди Роудс и Тед Дибиаси). В эпизоде Raw от 1 июня Флэр бросил вызов Ортону на драке на парковке, и после вмешательства остальных членов «Наследия» бой закончился тем, что Флэр оказался запертым в стальной клетке и был избит Ортоном.

### Ring Of Honor и тур Hulkamania (2009—2010)

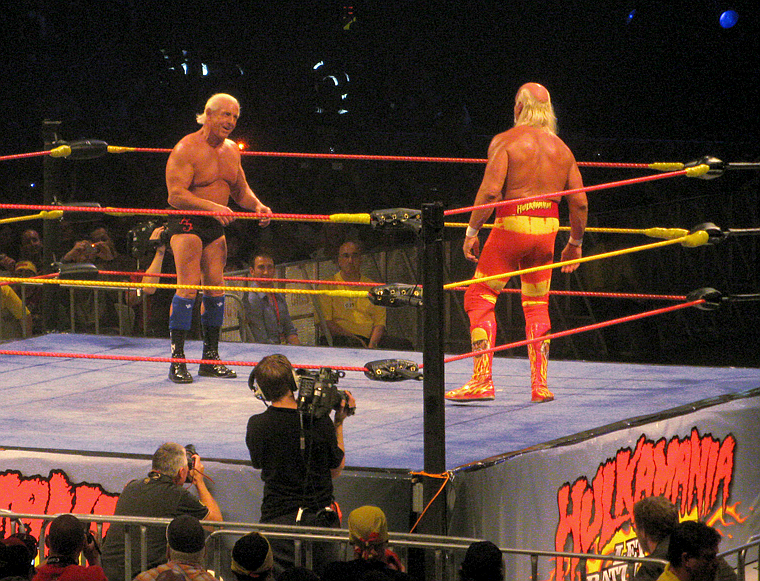
Тур Hulkamania в 2009 году, Флэр против Халка Хогана

Флэр подписал контракт с Ring of Honor (ROH) и появился на шоу Stylin' And Profilin' в марте 2009 года, очистив ринг после того, как матч за звание чемпиона мира ROH закончился столкновением. Вскоре он стал послом компании в роли экранного члена правления, а в мае появился на телевизионном шоу Ring of Honor Wrestling, чтобы закрепить свою роль.
21 ноября 2009 года Флэр вернулся на ринг в качестве злодея во время тура Hulkamania: Let The Battle Begin в Австралии, проиграв Халку Хогану в главном событии первого шоу. Хоган снова победил Флэра 24 ноября в Перте, Австралия, после того как оба бойца получили сильное кровотечение. Флэр также проиграл Хогану в двух оставшихся матчах тура.

### Total Nonstop Action Wrestling (2010—2012)
4 января 2010 года в эпизоде Impact! Флэр дебютировал в Total Nonstop Action Wrestling (TNA), приехав на лимузине, а затем наблюдал за главным событием между Эй Джей Стайлзом и давним соперником Куртом Энглом. Позже стало известно, что Флэр подписал однолетний контракт с компанией. В прошлом Флэр открыто заявлял, что он предан Макмэнам и хочет закончить свою карьеру в WWE, однако с июня 2009 года он не имел контактов с WWE и решил подписать контракт с TNA Wrestling, прождав звонка из WWE шесть месяцев. 17 января на Genesis Флэр помог Стайлзу обманом победить Энгла и сохранить титул чемпиона мира TNA в тяжёлом весе.
В дополнение к Стайлзу, Флэр стал неофициальным менеджером Beer Money, Inc. (Роберт Руд и Джеймс Сторм) и Десмонда Вулфа. На эпизоде Impact! от 8 марта Халк Хоган и Абисс победили Флэра и Стайлза, когда Абисс удержал Стайлза. После этого вернувшийся Джефф Харди спас Абисса и Хогана от избиения со стороны Флэра, Стайлза и Beer Money, Inc.. На Lockdown команда Флэра (Рик Флэр, Стинг, Десмонд Вульф, Роберт Руд и Джеймс Шторм) была побеждена командой Хогана (Халк Хоган, Абисс, Джефф Джарретт, Джефф Харди и Роб Ван Дам) в матче Lethal Lockdown. На эпизоде Impact от 26 апреля, Флэр потерпел поражение от Абисса в матче, где на кону стояли кольца Зала славы WWE Флэра и Хогана, в результате чего Флэр уступил своё кольцо Хогану. На следующей неделе Хоган отдал кольцо Джею Литалу, который вернул его Флэру из уважения. Однако этого было недостаточно для Флэра, который напал на Литала вместе с членами команды Флэра. После того, как Стайлз проиграл титул чемпиона мира TNA в тяжёлом весе Робу Ван Даму, затем не смог вернуть его в матче-реванше, а позже был побеждён Джеем Литалом, Флэр принял Казариана в качестве своего нового протеже, заменив им Стайлза в качестве рестлера номер один.

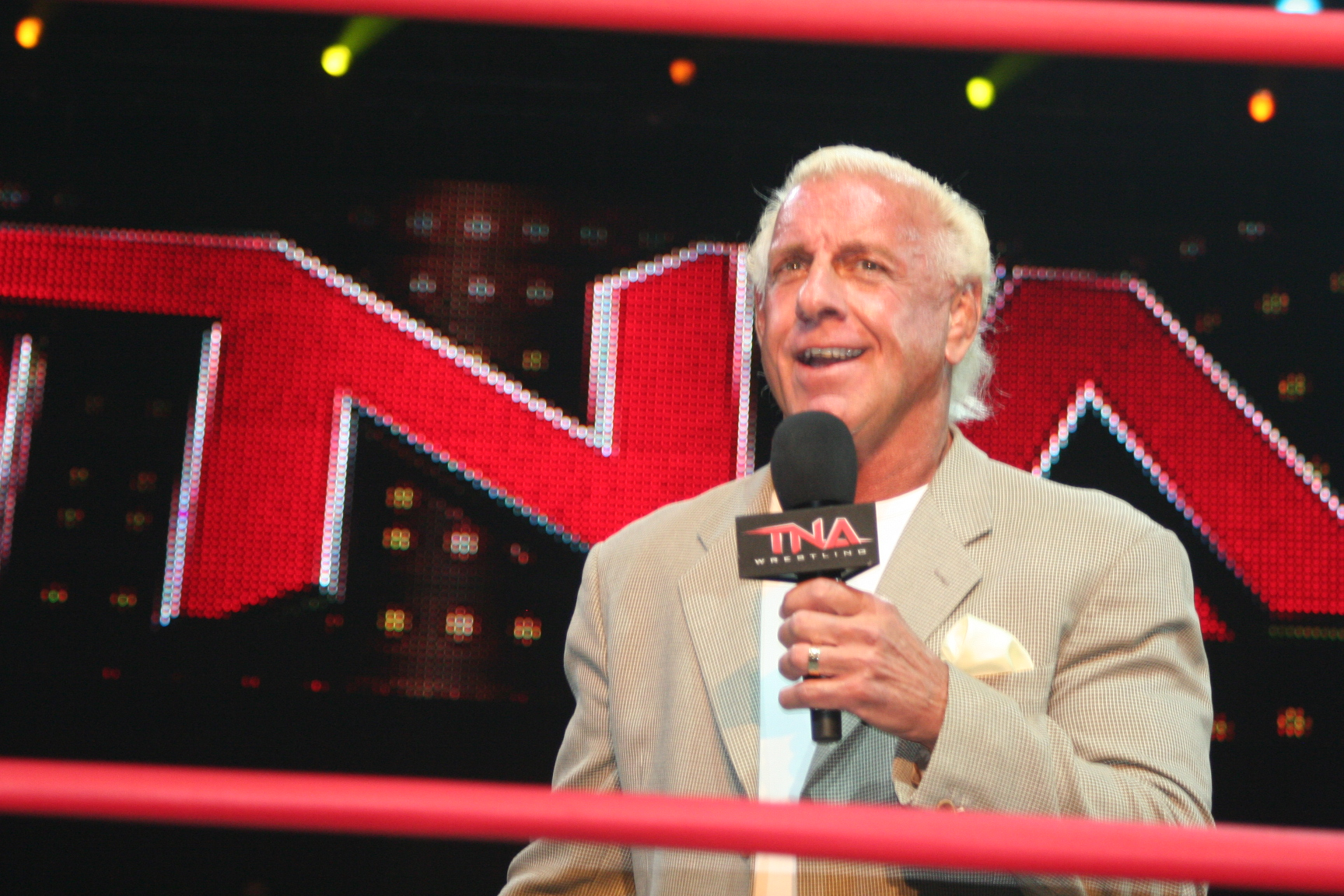
Флэр в TNA в 2010 году

В эпизоде Impact! от 17 июня Флэр объявил, что он собирается реформировать «Четырёх всадников» под новым названием «Фортуна», группу, состоящую из Эй Джей Стайлса, Казариана, Роберта Руда, Джеймса Шторма и Десмонда Вулфа. Флэр вернулся на ринг 11 июля на Victory Road, проиграв Джею Литалу. В эпизоде Impact! Флэр встретился с Литалом в матче-реванше, который на этот раз проходил по правилам уличной драки, а членам «Фортуны» было запрещено появляться на ринге; Флэру удалось выиграть матч после вмешательства Дугласа Уильямса. На следующей неделе к «Фортуне» были добавлены Уильямс и Мэтт Морган. В эпизоде Impact! от 7 октября Флэр был побеждён Миком Фоли в матче Last Man Standing.
В следующем эпизоде Impact! «Фортуна» заключила союз с новой группировкой Халка Хогана и Эрика Бишоффа — «Бессмертие». На эпизоде Impact! от 18 ноября, Флэр вернулся на ринг, участвуя в матче с Мэттом Морганом, которого в предыдущем месяце выгнали из «Фортуны»; Морган выиграл матч после того, как Дуглас Уильямс ополчился на остальных членов «Фортуны», когда они вмешались в матч. 25 января 2011 года стало известно, что Флэр снялся с тура TNA «Maximum Wooo!» по Европе в из-за денежных разногласий. Пропустив шоу в Берлине, Флэр вернулся в тур 27 января в Глазго, извинившись перед раздевалкой перед началом шоу. 29 января Флэр провёл свой единственный матч в туре, победив Дугласа Уильямса в Лондоне, порвав при этом вращающую манжету плеча. Во время отсутствия Флэра в TNA «Фортуна» выступила против «Бессмертия». Флэр 17 февраля и отвернулся от «Фортуны» во время матча между Эй Джей Стайлзом и Мэттом Харди и перейдя на сторону «Бессмертия». 17 апреля на Lockdown «Бессмертие» (представленное Флэром, Абиссом, Булли Реем и Мэттом Харди) проиграли «Фортуне» (представленное Джеймсом Штормом, Казарианом и Робертом Рудом, а также Кристофером Дэниелсом, который заменил травмированного Эй Джей Стайлза), в матче Флэр сдался Руду. Этот матч был использован для того, чтобы списать Флэра с телевидения, так как на следующей неделе он должен был перенести операцию по поводу разрыва вращательной манжеты; однако Флэр в конечном итоге решил не делать операцию, так как это потребовало бы шести месяцев реабилитации.
Флэр вернулся на телевидение в эпизоде Impact Wrestling от 12 мая 2011 года, однако на ринге не выступал. Флэр не появлялся на экране в течение трёх месяцев, пока не вернулся на Impact Wrestling от 18 августа, столкнувшись со своим старым соперником Стингом и вызвав его на ещё один матч. В обмен на согласие Стинга поставить свою карьеру на кон, Флэр пообещал в случае победы обеспечить ему матч с Хоганом. Матч, который Флэр проиграл, состоялся 15 сентября на Impact Wrestling. Матч со Стингом стал последним в его карьере на сегодняшний день. Во время матча Флэр порвал левый трицепс при выполнении суперплекса, что отстранило его от участия в боях на неопределённый срок. На шоу Bound for Glory Флэр оказался в углу Хогана в его матче со Стингом. Флэр продолжал выступать в TNA до апреля 2012 года. В апреле 2012 года Флэр попытался расторгнуть свой контракт с TNA, что привело к тому, что TNA подала иск против WWE за фальсификацию контракта и в итоге уволила Флэра 11 мая. После травмы, полученной в сентябре 2011 года, Флэр объявил в интервью от 3 декабря 2012 года, что больше никогда не будет выступать в рестлинге, главным образом из-за сердечного приступа, перенесённого в прямом эфире ровесником Джерри Лоулером тремя месяцами ранее.

### Второе возвращение в WWE (2012—2021)

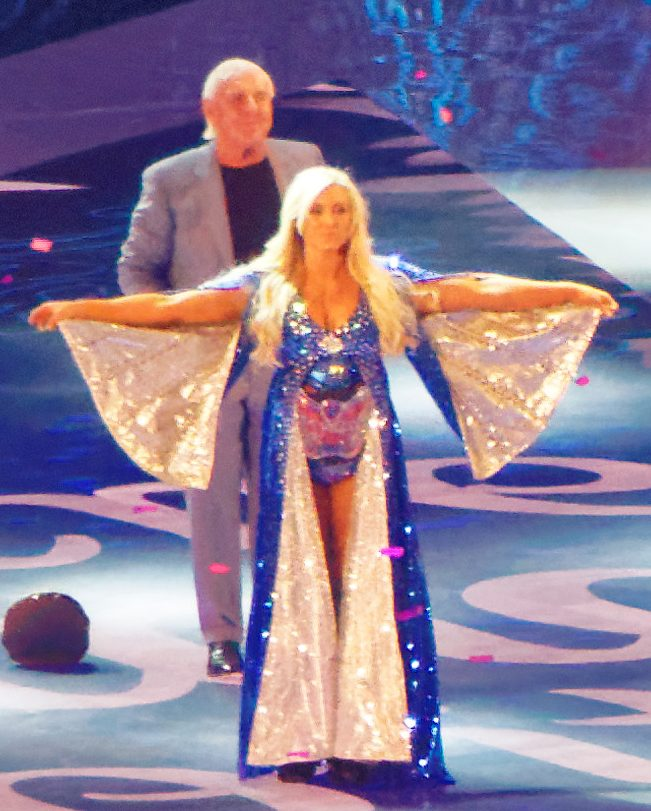
Флэр сопровождает свою дочь Шарлотт Флэр на ринг на WrestleMania 32

31 марта 2012 года, будучи ещё сотрудником TNA (в рамках сделки с WWE, которая позволила Кристиану Кейджу выступить на Slammiversary 2012), Флэр стал первым человеком, который был дважды введён в Зал славы WWE, второй раз в составе группировки «Четыре всадника». 17 декабря 2012 года Флэр вернулся в WWE на ежегодном шоу Slammy Awards, чтобы вручить награду «Суперзвезда года» Джону Сине, который в свою очередь передал награду Флэру. Возвращение Флэра было прервано Си Эм Панком и Полом Хейманом, переросшее в конфронтацию, которая закончилась тем, что Флэр запер Хеймана в захват «Четвёрка». В течение 2013 года Флэр периодически появлялся в качестве наставника Миза. Он также периодически появлялся в NXT в 2013 и 2014 годах, сопровождая свою дочь Шарлотту к рингу.

### Последний матч (2022)
16 мая 2022 года было объявлено, что Флэр проведёт свой последний матч 31 июля в Нашвилле, окончательно уйдя на покой после почти пяти десятилетий на ринге. 18 июля было объявлено, что Флэр объединится со своим зятем, Андраде Эль Идоло, против Джеффа Джарретта и Джея Литала. 31 июля на шоу Ric Flair’s Last Match, проходившего под брендом Jim Crockett Promotions, Флэр выиграл свой последний матч против Джарретта и Джея Литала.

### All Elite Wrestling (с 2023)

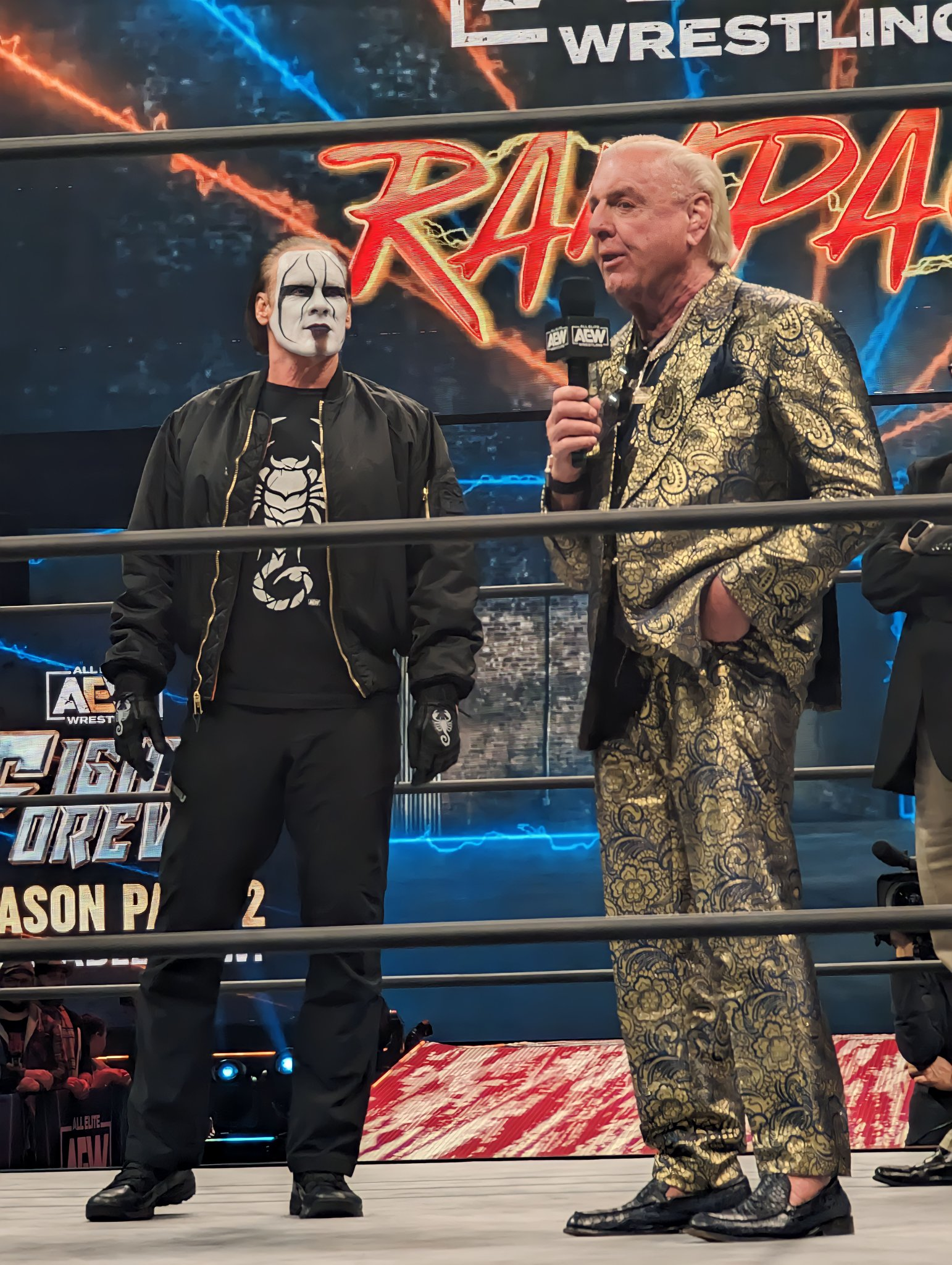
Рик Флэр и Стинг на шоу AEW Rampage, 29 ноября 2023 года

В эпизоде AEW Dynamite от 25 октября 2023 года Флэр, впервые появившийся на канале TBS после эпизода WCW Thunder от 31 мая 2000 года, выступил в качестве «подарка» от соучредителя All Elite Wrestling Тони Хана для Стинга в связи с его предстоящим уходом c ринга. 2 ноября 2023 года было объявлено, что Флэр подписал многолетний контракт с AEW.

## Стиль
Флэр пользовался популярностью у зрителей за свои выходки на ринге, в том числе за нарушение правил (он сам называл себя «Самый грязный игрок в игре»), пафос и крик «Wooooooo!» (Флэр был вдохновлён песней Great Balls of Fire Джерри Ли Льюиса). Крик «Wooooooo!» с тех пор стал данью Рику, и часто исполняется зрителям в зале всякий раз, когда рестлер выполняет Сhop или Figure-Four Leg Lock, фирменные приёмы Флэра.
Сам Флэр и элементы его образа широко используются в поп-культуре. Рэпер Pusha T отдал дань уважения Флэру в многочисленных песнях. У рэпера из Атланты Killer Mike также есть трек под названием «Ric Flair». Трэп-исполнитель из Атланты Offset отдал дань уважения Флару в своей хитовой песне «Ric Flair Drip».
С конца 1970-х годов во время выхода к рингу Флэр носил богато украшенные меховые халаты разных цветов с блёстками, а с начала 1980-х годов использует мелодию «Рассвет» из симфонической поэмы Рихарда Штрауса «Так говорил Заратустра» (данная музыка также использовалась в саундтреке фильма Стэнли Кубрика «Космическая одиссея 2001 года», в оформлении телепередачи «Что? Где? Когда?». Элвис Пресли открывал свои концерты в гостинице «Интернациональ» в Лас-Вегасе увертюрой из этой музыкальной поэмы).
Флэр также описал себя как «Гоняющий на лимузинах, летающий на джетах, крадущий поцелуи, предприимчивый паршивец (который поцеловал всех девчонок в мире и заставил их плакать)» (англ. limousine-ridin', jet-flyin', kiss stealin', wheelin' dealin', son-of-a-gun (who kissed all the girls worldwide and made em cry)).
Рик Флэр выпустил свою автобиографию «Быть мужчиной» в июле 2004 года. Название взято из одной из его броских фраз: «Чтобы стать мужчиной, вы должны побить мужчину!».

## Закулисные разногласия

### Тедди Лонг
Член Зала славы WWE Тедди Лонг утверждал, что Флэр враждебно относился к нему в начале его карьеры в 1980-х годах, заявив: «Однажды Флэр подошёл ко мне и спросил, он сказал: „Ниггер, тебе нравится здесь работать?“». Лонг утверждает, что Флэр никогда не извинялся перед ним и «не изменился за эти годы».

### Брет Харт
Флэр вступил во внеэкранное соперничество с Бретом Хартом. В октябре 1993 года Харт дал радиоинтервью, в котором сказал, что Флэр «отстой» и назвал его место работы, WCW, «низшей лигой». В автобиографии Флэр обвинил Харта в чрезмерном использовании смерти своего брата Оуэна и споров вокруг «Монреальской подставы». Флэр также утверждал в своей автобиографии, что, несмотря на популярность Харта в Канаде, он не обеспечивал кассовые сборы в США. В колонке, написанной для газеты Calgary Sun, Харт отверг это утверждение как «просто смешное». Харт привёл в пример свои выступления в качестве хедлайнера на постоянно распродаваемых турах на протяжении всей карьеры в WWF, в то время как Флэр утверждал, что он выступал на практически пустых аренах. Он также раскритиковал Флэра за оскорбления коллег-рестлеров Мика Фоли и Рэнди Сэвиджа, друзей Харта. Харт продолжал критиковать Флэра в своей автобиографии, в основном за его умения на ринге, (неправильное) использование психологии рестлинга, имея в виду блейдинг Флэра. Однако с тех пор они помирились и теперь являются друзьями.

### «Полёт из ада»
Флэр был участником печально известного «Полёта из ада» в 2002 году. Флэра обвинили в том, что он надел свой фирменный халат голым и заставил стюардессу, Хайди Дойл, прикоснуться к его пенису, позже она подала в суд на WWE. Дело было урегулировано во внесудебном порядке, однако Флэр не понёс никакого наказания от WWE. Многие люди, находившиеся в то время на рейсе, включая Томми Дримера и Джима Росса, рассказали об инциденте в посвящённом ему эпизоде канадского документального сериала «Обратная сторона ринга» в 2021 году. После выхода эпизода в эфир Флэр опубликовал заявление, в котором отрицал все обвинения. После этого Флэр также был удалён из заставки к шоу WWE.

## Предпринимательская деятельность
Флэр продаёт свою официальную атрибутику через собственный сайт.
В 2021 году он сотрудничал со Scout Comics, чтобы запустить серию комиксов под названием "Кодовое имя: Рик Флэр. После обвинений в сексуальном насилии в его адрес, прозвучавших в передаче «Обратная сторона ринга», Scout Comics прекратила выпуск комиксов, и Флэр начал лично продавать их на своём сайте. Автором серии стал президент Scout Comics Джеймс Хейк.
В июле 2022 года Флэр запустил сеть виртуальных ресторанов под названием «Wooooo! Wings» в Нашвилле, Теннесси, в партнёрстве с компанией Kitchen Data Systems в преддверии шоу Ric Flair’s Last Match. Название сети основано на фирменном восклицании Флэра. Блюда в сети готовят рестораны KitchPartner, принадлежащие Kitchen Data Systems. В августе 2022 года сеть распространилась на шесть американских городов. Её запуском и продвижением занимался Конрад Томпсон.
Флэр также сотрудничал с Майком Тайсоном и Verano Holdings Corp. для запуска собственной линии каннабиса под названием «Ric Flair Drip» под брендом каннабиса Тайсона «Tyson 2.0». Линия была запущена в октябре 2022 года в Аризоне, Неваде и Калифорнии.

## Личная жизнь
Рик Флэр был женат 4 раза, у него четверо детей:
- Дэвид (род. 1979)— бывший рестлер WCW, WWE и TNA. Ныне выступает в независимых промоушнах.
- Рид (1988—2013) — занимался любительской борьбой в школе, несколько раз появлялся в WCW со своими сёстрами. Выступал в независимых промоушнах, в 2007 год подписал подготовительный контракт с WWE. 29 марта 2013 года Рид умер от случайной передозировки героина, «Ксанакса» и мышечного релаксанта.
- Меган (род. 1983) — старшая дочь. В 2004 году Рик Флэр стал дедушкой в возрасте 55 лет, когда его старшая дочь Меган родила своего первого ребёнка, дочь по имени Морган Ли Кетцнер.
- Эшли (род. 1986) — рестлер WWE, выступает под именем Шарлотт Флэр.

У Флэра заболевание сердца, называемое алкогольной кардиомиопатией. 14 августа 2017 года Флэру была сделана операция по удалению обструктивного фрагмента кишечника, что привело к различным осложнениям, наиболее сложное — тяжёлая почечная недостаточность, требующей лечения диализом.

## Титулы и достижения
- Pro Wrestling Illustrated
  - Новичок года (1975)
  - Самый ненавистный рестлер года (1978, 1987)
  - Рестлер года (1981, 1984—1986, 1989, 1992)
  - Матч года (1983) против Харли Рейса (Матч за титул чемпиона мира NWA в тяжёлом весе 10 июня 1983 года)
  - Матч года (1984) против Керри Вон Эриха (Матч за титул чемпиона мира NWA в тяжёлом весе на PPV David Von Erich Memorial Parade of Champions, 6 мая 1984 года)
  - Матч года (1986) против Дасти Роудса (Матч за титул чемпиона мира NWA в тяжёлом весе на PPV The Great American Bash 1986, 2 июля 1986 года)
  - Матч года (1989) против Рики Стимбота (Матч за титул чемпиона мира NWA в тяжёлом весе на PPV WrestleWar 1989, 7 мая 1989 года)
  - Вражда года (1987) Четыре Всадника (Рик Флэр, Арн Андерсон, Тулли Бланшар и Барри Уиндэм) пр. Супер Пауэрс (Дасти Роудс и Никита Колофф) и Дорожных Воинов (Зверь и Ястреб)
  - Вражда года (1988) против Лекса Люгера
  - Вражда года (1989) против Терри Фанка
  - Вражда года (1990) против Лекса Люгера
  - PWI ставит его под № 3 в списке 500 лучших рестлеров 1991 года
    - № 3 в списке 500 лучших рестлеров 1992 года
    - № 2 в списке 500 лучших рестлеров за всю историю в 2003 году
- World Wrestling Federation/Entertainment/WWE
  - Командный чемпион мира (3 раза) — с Батистой (2) и Родди Пайпером (1)[110]
  - Интерконтинентальный чемпион WWE (1 раз)[110]
  - Чемпион мира WWF в тяжёлом весе (2 раза)[110]
  - Победитель «Королевской битвы» (1992)[110]
  - Тринадцатый чемпион Тройной короны
  - Slammy Award за матч года (2008) против Шона Майклза на WrestleMania XXIV
  - Зал славы WWE (2 раза)
    - 2008 — индивидуально
    - 2012 — как член «Четырёх всадников»

  - Бронзовая статуя (2017)[111]
- Mid-Atlantic Championship Wrestling/Jim Crockett Promotions/World Championship Wrestling
  - Чемпион мира WCW в тяжёлом весе (8 раз)[112]
  - Международный чемпион мира WCW в тяжёлом весе (2 раза)
  - Чемпион NWA Mid-Atlantic в тяжёлом весе (3 раза)[113]
  - Телевизионный чемпион NWA (Mid Atlantic) (2 раза)[114]
  - Чемпион Соединённых Штатов NWA (Mid Atlantic)/WCW в тяжёлом весе (6 раз)[115][116]
  - Командный чемпион NWA (3 раза) — с Рипом Хоуком (1), Грегом Валентайном (1) и Большим Джоном Стаддом (1)[117]
  - Командный чемпион мира NWA (Mid-Atlantic) (3 раза) — с Грегом Валентайном (2) и Блэкджеком Маллиганом (1)[118]
  - Первый чемпион Тройной короны
- Wrestling Observer Newsletter
  - Лучший хил (1990)
  - Лучшее интервью (1991, 1992, 1994)
  - Самый трудолюбивый (1982, 1984—1988)
  - Вражда года (1989) против Терри Фанка
  - Матч года (1983) против Харли Рэйса в матче в стальной клетке на Starrcade
  - Матч года (1986) против Барри Уиндэма на Battle of the Belts II
  - Матч года (1988) против Стинга на Clash of the Champions I
  - Матч года (1989) против Рики Стимбота на Clash of the Champions VI: Ragin' Cajun
  - Самый харизматичный (1980, 1982—1984, 1993)
  - Самый выдающийся (1986, 1987, 1989)
  - Любимый рестлер читателей (1984—1993, 1996)
  - Худшая вражда года (1990) против The Junkyard Dog
  - Худший отработанный матч года (1996) с Арном Андерсоном, Менгом, Варваром, Лексом Люгером, Кевином Салливаном, Z-Gangsta и The Ultimate Solution против Халка Хогана и Рэнди Саваджа в матче Towers of Doom на Uncensored.
  - Рестлер года (1982—1986, 1989, 1990, 1992)
  - Самая отвратительная рекламная тактика (1994) Сюжет с концом карьеры
  - Зал славы Wrestling Observer Newsletter (с 1996 года)
- National Wrestling Alliance
  - Чемпион мира NWA в тяжёлом весе (10 раз)[119]
  - Зал славы NWA (2008)